# Enugu
Enugu (tiếng Igbo: Énugwú) là thủ phủ của bang Enugu tại Nigeria, tọa lạc tại đông nam Nigeria. Thành phố có dân số 722.664 theo thống kê 2006 của Nigeria. Cái tên Enugu xuất phát từ tiếng Igbo: Énú Ụ́gwụ́ nghĩa là "đỉnh đồi", chỉ vị trí địa lý có phần đồi núi của thành phố. Thành phố nằm cách Onitsha 93 km về phía đông bắc. Enugu nằm ở chân phía đông nam của dãy đồi Udi. Đây là một thành phố khai thác than đá, là một trung tâm hành chính, giáo dục và thương mại. Thành phố này có các ngành công nghiệp: dầu khí, dược, xi măng, thép, máy móc. Ở đây có các trường đại học: Đại học Khoa học Công nghệ bang Enugu (thành lập năm 1980), Học viện Quản lý và Công nghệ, cơ sở của Đại học Nigeria.
Thành phố này được lập năm 1909 sau khi than đá được phát hiện ở làng gần đó có tên Enugu Ngwo. Enugu đã trở thành trung tâm hành chính sau khi đường sắt nối với cảng Harcourt được xây xong năm 1912. Trong cuộc Nội chiến Nigeria, đây là thủ phủ của bang Cộng hòa Biafra tồn tại trong thời gian ngắn.

## Khí hậu
Enugu có khí hậu xavan (phân loại khí hậu Köppen Aw). Thành phố có độ ẩm cao, đạt đỉnh từ tháng 3 đến tháng 12. Lượng mưa hàng năm là khoảng 2000 mm (79 inch). Trong tháng 12 và tháng 1, gió mùa khô harmattan thổi qua Enugu.
| Dữ liệu khí hậu của Enugu                     | Dữ liệu khí hậu của Enugu | Dữ liệu khí hậu của Enugu | Dữ liệu khí hậu của Enugu | Dữ liệu khí hậu của Enugu | Dữ liệu khí hậu của Enugu | Dữ liệu khí hậu của Enugu | Dữ liệu khí hậu của Enugu | Dữ liệu khí hậu của Enugu | Dữ liệu khí hậu của Enugu | Dữ liệu khí hậu của Enugu | Dữ liệu khí hậu của Enugu | Dữ liệu khí hậu của Enugu | Dữ liệu khí hậu của Enugu |
| Tháng                                         | 1                         | 2                         | 3                         | 4                         | 5                         | 6                         | 7                         | 8                         | 9                         | 10                        | 11                        | 12                        | Năm                       |
| --------------------------------------------- | ------------------------- | ------------------------- | ------------------------- | ------------------------- | ------------------------- | ------------------------- | ------------------------- | ------------------------- | ------------------------- | ------------------------- | ------------------------- | ------------------------- | ------------------------- |
| Cao kỉ lục °C (°F)                            | 36.1 (97.0)               | 37.8 (100.0)              | 37.8 (100.0)              | 36.7 (98.1)               | 35.0 (95.0)               | 33.3 (91.9)               | 35.0 (95.0)               | 32.8 (91.0)               | 32.8 (91.0)               | 34.4 (93.9)               | 35.0 (95.0)               | 35.6 (96.1)               | 37.8 (100.0)              |
| Trung bình ngày tối đa °C (°F)                | 33.5 (92.3)               | 34.9 (94.8)               | 34.7 (94.5)               | 33.6 (92.5)               | 32.0 (89.6)               | 30.5 (86.9)               | 29.5 (85.1)               | 29.6 (85.3)               | 30.2 (86.4)               | 31.2 (88.2)               | 32.6 (90.7)               | 32.9 (91.2)               | 32.1 (89.8)               |
| Trung bình ngày °C (°F)                       | 25.6 (78.1)               | 27.2 (81.0)               | 28.3 (82.9)               | 27.4 (81.3)               | 26.6 (79.9)               | 25.5 (77.9)               | 25.0 (77.0)               | 24.8 (76.6)               | 24.8 (76.6)               | 25.3 (77.5)               | 26.0 (78.8)               | 25.6 (78.1)               | 26.0 (78.8)               |
| Tối thiểu trung bình ngày °C (°F)             | 20.3 (68.5)               | 22.8 (73.0)               | 23.9 (75.0)               | 23.9 (75.0)               | 23.1 (73.6)               | 22.6 (72.7)               | 22.3 (72.1)               | 22.3 (72.1)               | 22.1 (71.8)               | 22.3 (72.1)               | 21.6 (70.9)               | 20.0 (68.0)               | 22.3 (72.1)               |
| Thấp kỉ lục °C (°F)                           | 12.8 (55.0)               | 12.8 (55.0)               | 16.1 (61.0)               | 19.4 (66.9)               | 19.4 (66.9)               | 18.9 (66.0)               | 19.4 (66.9)               | 18.9 (66.0)               | 18.3 (64.9)               | 18.9 (66.0)               | 14.4 (57.9)               | 12.2 (54.0)               | 12.2 (54.0)               |
| Lượng Giáng thủy trung bình mm (inches)       | 18.8 (0.74)               | 15.4 (0.61)               | 70.3 (2.77)               | 130.1 (5.12)              | 217.2 (8.55)              | 251.9 (9.92)              | 241.9 (9.52)              | 237.1 (9.33)              | 292.0 (11.50)             | 200.9 (7.91)              | 12.1 (0.48)               | 7.7 (0.30)                | 1.695,4 (66.75)           |
| Số ngày giáng thủy trung bình (≥ 1.0 mm)      | 1.4                       | 1.2                       | 3.9                       | 6.8                       | 12.2                      | 13.7                      | 15.6                      | 15.3                      | 17.8                      | 12.2                      | 1.3                       | 0.7                       | 102.1                     |
| Độ ẩm tương đối trung bình (%) (at 15:00 LST) | 34.3                      | 37.4                      | 45.6                      | 56.4                      | 63.6                      | 68.5                      | 71.3                      | 70.8                      | 70.3                      | 66.4                      | 50.5                      | 38.7                      | 56.1                      |
| Số giờ nắng trung bình tháng                  | 186.0                     | 173.6                     | 182.9                     | 183.0                     | 186.0                     | 153.0                     | 117.8                     | 117.8                     | 123.0                     | 173.6                     | 219.0                     | 217.0                     | 2.032,7                   |
| Số giờ nắng trung bình ngày                   | 6.0                       | 6.2                       | 5.9                       | 6.1                       | 6.0                       | 5.1                       | 3.8                       | 3.8                       | 4.1                       | 5.6                       | 7.3                       | 7.0                       | 5.6                       |
| Nguồn 1: NOAA                                 |                           |                           |                           |                           |                           |                           |                           |                           |                           |                           |                           |                           |                           |
| Nguồn 2: Deutscher Wetterdienst               |                           |                           |                           |                           |                           |                           |                           |                           |                           |                           |                           |                           |                           |